# Cordovil

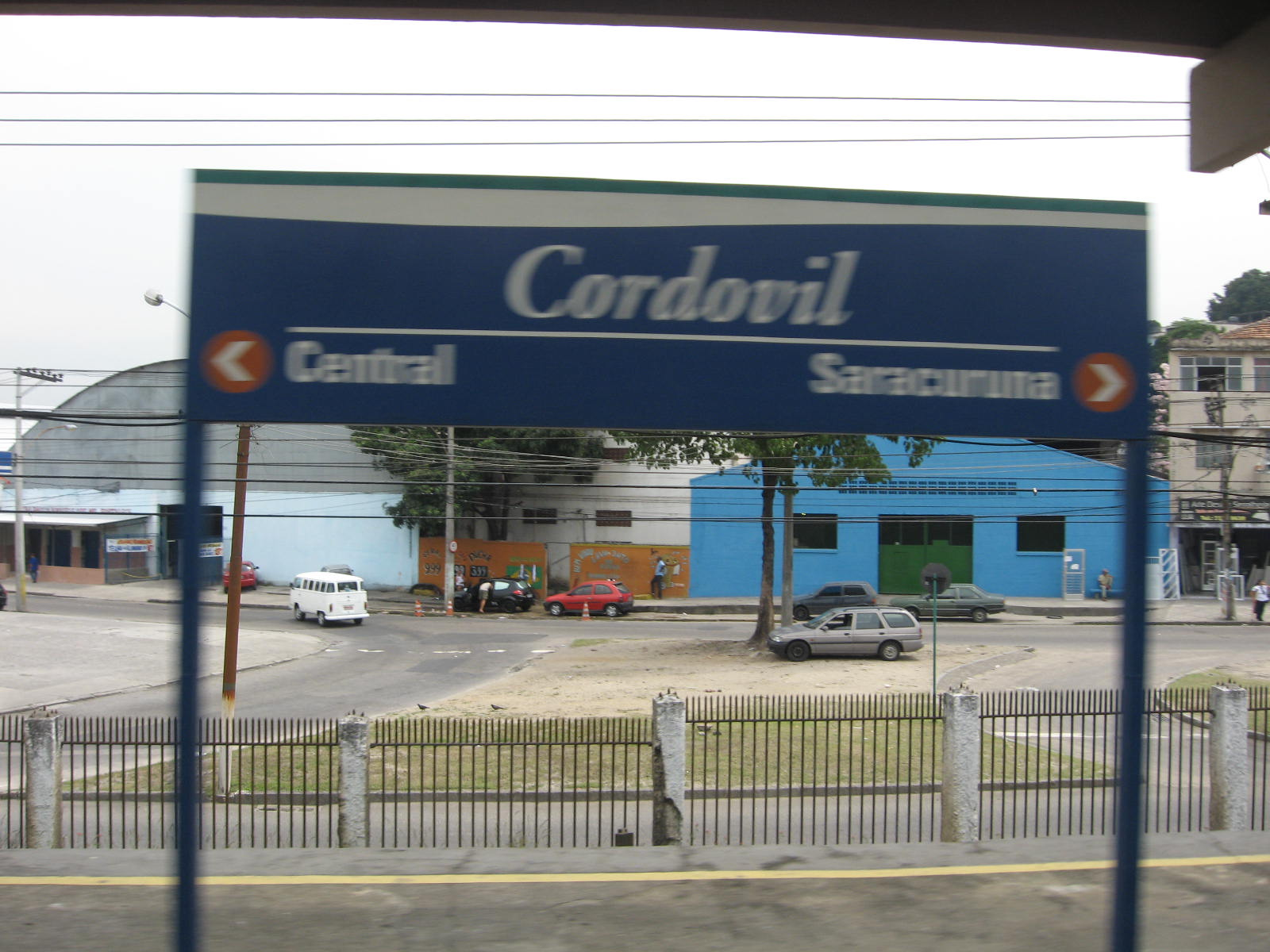
Estació de tren de Cordovil

Cordovil és un barri de la Zona de la Leopoldina en la Zona Nord del municipi de Rio de Janeiro.
El seu IDH, l'any 2000, era de 0,791, el 98 millor del municipi de Rio.
Cordovil limita amb els barris de Brás de Pina, Irajá, Vista Alegre, Parada de Lucas i Penha Circular.

## Història
Situat en terres que van pertànyer el segle XVII, al Proveïdor de la Hisenda Reial Bartolomeu de Siqueira Cordovil, natural d'Alvito, Évora, Portugal, que posteriorment va ser transformat en l'Engenho del Proveïdor de la Hisenda Reial, Francisco Cordovil de Siqueira i Mello, fill de Bartolomeu.
El 1902, va ser venut per la família al Vescomte de Moraes, que el va urbanitzar el 1912. La hisenda original pertanyia a Irajá. L'aniversari de fundació de Cordovil és el 5 d'octubre, ja que va ser aquest dia, el 1910, que es va inaugurar l'estació ferroviària del barri.
Cordovil va ser el primer barri de la capital a ser banyat per les aigües de la Badia de Guanabara. Al final del carrer Porto Baião, a prop de la Línia Vermella i al Parc de les missions, hi havia un bosc tancat que acabava en la boca del Riu Meriti, que delimita el començament de la capital. Desgraciadament, aquesta àrea no és apropiada per banyar-se, però antigament, més neta, les persones de la regió administrativa de Vigário General: Vigário General, Jardí Amèrica i Parada de Lucas) en feien ús.
Té un sots-barri: Cidade Alta, on hi ha el Complexo da Cidade Alta, un aglomerat d'onze faveles que són tan extenses, que es barregen amb el barri de Parada de Lucas: Porto Velho I, Porto Velho II, Vista Mar, Divinéia, Avilã, Serra Pelada, Vila Cambuci, Beira Pica Pau, Cidadae Alta, Ministro i Cinco Bocas, amb una població de 23.923 habitants.